# Richard Strauss
Richard Strauss (n. 11 iunie 1864, München, Confederația Germană – d. 8 septembrie 1949, Garmisch-Partenkirchen, RFG) a fost un compozitor postromantic și dirijor german, strălucit reprezentant al muzicii cu program. I-a urmat ca dirijor lui Hans von Bülow la conducerea orchestrei din Meiningen. A dirijat la operele din Berlin, München, Viena.

## Creații
Realizează o sinteză modernă a unui romantism aflat în prelungirea idealului clasic.

### Poeme simfonice
- Don Juan
- Moarte și transfigurație
- Till Eulenspiegel
- Don Quichotte
- Așa grăit-a Zarathustra
- O viață de erou
- Rosenkavalier

### Simfonii
- Simfonia Alpilor
- Simfonia Domestică

### Opere
A compus 14 opere, printre care se pot menționa:
- Salomeea
- Electra
- Ariadna pe Naxos
- Femeia fără umbră
- Arabela

### Balete
- Legenda lui Iosif
- Frișca